# Kulturåret 1824

## Händelser
- 7 maj – Beethovens Symfoni nr 9 uruppförs på Kärntnertortheater i Wien.

## Pristagare
- Svenska Akademiens stora pris – Bernhard von Beskow för stycket Svenska anor.

## Nya verk
- Nouvelles Odes av Victor Hugo
- Per Daniel Amadeus Atterbom börjar ge ut Lycksalighetens ö.
- The private memoirs and confessions of a justified sinner av James Hogg
- Selma och Fanny av Frans Mikael Franzén.

## Födda
- 3 januari – Friedrich Carl Mayer (död 1903), tysk konstnär och arkitekt.
- 8 januari – Wilkie Collins (död 1889), engelsk författare.
- 21 januari – Bertha Valerius (död 1895), svensk fotograf och porträttmålare.
- 25 januari – Michael Madhusudan Datta (död 1873), indisk författare.
- 2 mars – Bedřich Smetana (död 1884), tjeckisk kompositör och pianist.
- 26 mars – Gustav Adolph Kietz (död 1908), tysk skulptör.
- 11 maj – Jean-Léon Gérôme (död 1904), fransk målare och skulptör.
- 6 juni – Gustaf Schröder (död 1912), svensk jägare och författare.
- 12 juli – Eugène Boudin (död 1898), fransk landskapsmålare.
- 27 juli – Alexandre Dumas d.y. (död 1895), fransk författare.
- 4 september – Anton Bruckner (död 1896), österrikisk kompositör.
- 10 september – Gabriel-Jules Thomas (död 1905), fransk skulptör.
- 8 november – Johann Eissenhardt (död 1896), tysk grafiker och målare.
- 25 november – Antonio Ghislanzoni (död 1893), italiensk librettist, journalist, poet och romanförfattare.
- 10 december – George MacDonald (död 1905), skotsk fantasyförfattare.
- 14 december – Pierre Puvis de Chavannes (död 1898), fransk målare.
- 24 december – Peter Cornelius (död 1874), tysk tonsättare, musikskribent, poet och översättare.
- 27 december – Charlotta Norberg (död 1892), svensk ballerina.

## Avlidna
- 10 januari – Thomas Edward Bowdich (född 1791), brittisk äventyrare, författare och zoolog.
- 27 januari – Georg Johann Abraham Berwald (född 1758), tysk fagottist och violinist.
- 19 april – Lord Byron (född 1788), brittisk författare.